# Carlos Thiré
Carlos Pesce Thiré (Rio de Janeiro, 25 de março de 1972) é um ator e diretor de teatro brasileiro.

## Vida pessoal
É filho do ator Cecil Thiré e da produtora de teatro Norma Maria Josefina Pesce, irmão dos atores João Thiré, Miguel Thiré e Luísa Thiré e neto da atriz Tônia Carrero, seu nome é uma homenagem ao avô, Carlos Arthur Thiré (9 de outubro de 1917-11 de março de 1963), um desenhista, pintor, cenógrafo, figurinista, quadrinista e cineasta. Foi casado de 2002 a 2009 com a atriz Isabela Garcia com quem teve os gêmeos idênticos Francisco e Bernardo, nascidos em 23 de abril de 2005.

## Carreira
Já trabalhou na Rede Globo, Rede Bandeirantes, Rede Record e SBT. Em 2007, dirigiu a peça Um Barco Para o Sonho, último trabalho nos palcos de sua avó Tônia Carrero.  Em 2013, participou do elenco da série Malhação.

## Filmografia

### Televisão
| Ano  | Título                 | Personagem       | Notas                           |
| ---- | ---------------------- | ---------------- | ------------------------------- |
| 1996 | Perdidos de Amor       | Billy            |                                 |
| 1997 | Mandacaru              | André            |                                 |
| 2002 | O Quinto dos Infernos  | Eduardo          |                                 |
| 2003 | O Beijo do Vampiro     | Gerente do banco | Episódio: "18 de março"         |
| 2004 | A Diarista             | Jesus Cristo     | Episódio: "Aquele da Regressão" |
| 2006 | Avassaladoras: A Série | Erico            | Episódio: "Fixação"             |
| 2008 | Caminhos do Coração    | Jean Pierre      | Episódios: "10–12 de maio"      |
| 2011 | Amor e Revolução       | Chico Duarte     |                                 |
| 2012 | Zorra Total            | Homem escocês    | Episódio: "13 de outubro"       |
| 2013 | Malhação               | Cláudio          | Episódios: "12–22 de novembro"  |
| 2014 | Sexo e as Negas        | Jesus Cristo     | Episódio: "O Beijo de Judas"    |

### Cinema
| Ano  | Título               | Personagem            | Notas                 |
| ---- | -------------------- | --------------------- | --------------------- |
| 2013 | O Inventor de Sonhos | Jan Lesgot            |                       |
| 2019 | Simonal              | Jornalista de revista | Participação especial |